# Rejectaria splendida
Rejectaria splendida là một loài bướm đêm trong họ Noctuidae.